# Frea gnathoenioides
Frea gnathoenioides là một loài bọ cánh cứng trong họ Cerambycidae.